# Linus Pauling
Linus Carl Pauling (28. února 1901 Portland – 19. srpna 1994 Big Sur) byl americký kvantový chemik a biochemik, aktivista a autor. V anglickém vědeckém magazínu New Scientist byl zařazen mezi 20 nejvýznamnějších vědců všech dob. Byl jeden z prvních chemiků, který aplikoval tehdy novou kvantovou mechaniku v chemii, a za jeho práci na podstatě chemické vazby, jejíž vysvětlení pomocí kvantové mechaniky lze považovat za jeden z největších úspěchů této nové teorie, mu byla v roce 1954 udělena Nobelova cena za chemii. V roce 1963 převzal Nobelovu cenu míru za organizování kampaně proti testům jaderných zbraní. V pozdějších letech získal celosvětovou popularitu svou teorií o významu pravidelného užívání velkých dávek vitamínu C jako prevence proti mnohým chorobám včetně rakoviny.

## Život
Narodil se v Portlandu (stát Oregon), kde jeho otec provozoval živnost jako lékárník a obchodník. Už v dětství projevoval zájem o chemii, prováděl různé chemické pokusy. V letech 1917–1922 studoval chemickou technologii na Oregonské státní univerzitě, potom přešel na Kalifornský technologický institut (Caltech) v Pasadeně, kde získal v roce 1925 doktorát v oboru chemie a fyziky. Udělení Guggenheimova stipendia mu umožnilo v roce 1926 odjet do Evropy a tam během dvou let potkal řadu známých vědců: Wernera Heisenberga, Wolfganga Pauliho, Nielse Bohra, Erwina Schrödingera, Arnolda Sommerfelda. To ho inspirovalo k zájmu o aplikování kvantové mechaniky na strukturu molekul. Vrcholem jeho dlouholeté vědecké činnosti v této oblasti bylo udělení Nobelovy ceny za chemii v roce 1954.
Po návratu do USA nastoupil v Caltechu na pozici docenta teoretické chemie, v roce 1930 byl jmenován profesorem. V institutu pracoval až do roku 1963. Od roku 1969 působil jako profesor na Stanfordově univerzitě a v roce 1973 tam založil vlastní Institut pro vědu a lékařství, zaměřený na ortomolekulární medicínu (nyní Linus Pauling Institut).
Roku 1923 se oženil s Avou Helen Millerovou, známou bojovnicí za mír a lidská práva. V dlouholetém manželství se jim narodily čtyři děti.
Po 2. světové válce se zabýval následky nadzemních testů jaderných zbraní na lidské zdraví. Zamýšlel se nad posláním vědy v moderním světě. Zasazoval se o mírové soužití všech států. Stal se vytrvalým bojovníkem za celosvětový zákaz všech jaderných pokusů, novináři ho nazývali Atomovým svědomím Ameriky. V letech 1957–1958 organizoval kampaň proti těmto testům, petici podepsalo 11 021 vědců ze 49 zemí, mezi nimiž bylo 36 nositelů Nobelovy ceny. Americkými bezpečnostními strukturami byl obviněn z protiamerické činnosti a sympatií ke komunismu. Za svou iniciativu získal Nobelovu cenu míru za rok 1962. Ve svém boji za mír pokračoval až do vysokého věku, vystupoval na masových akcích. Byl odpůrcem americké účasti ve Vietnamské válce. V roce 1970 obdržel Mezinárodní Leninovu mírovou cenu.
Životní aktivitu, energii a duševní svěžest si udržoval i v osmdesáti letech. Byl ve výborné fyzické kondici, což přičítal právě tomu, že od roku 1965 užíval vysoké dávky vitamínu C. Věnoval se propagaci své populárně naučné knihy, která vyšla v roce 1987 pod názvem Jak déle žít a lépe se cítit (How to Live Longer and Feel Better) a okamžitě se stala bestsellerem. Stanovil v ní pravidla, při jejichž dodržování každý může zlepšit své zdraví a psychický stav.
Zemřel na rakovinu prostaty ve věku 93 let. Náhrobek má na hřbitově Oswego Pioneer ve městě Lake Oswego v Oregonu.

## Vědecká práce
Na počátku jeho vědecké činnosti bylo studium molekulární struktury s využitím rentgenových paprsků a elektronové difrakce k určování jaderného magnetického spektra. Pauling vypracoval teorii, podle níž se elektrony vyskytují ve dvojicích a v roce 1935 popsal povahu chemické vazby. Pomocí kvantové chemie vytvořil pravidla vysvětlující, jaké interakce fungují mezi elektrony při vytváření trojrozměrné struktury chemických prvků a sloučenin. Spolupracoval na objasnění struktury DNA, kterou chybně viděl jako trojitou spirálu (problém vyřešen v roce 1951 Jamesem Watsonem, Francisem Crickem, Rosalindou Franklinovou a Mauriciem Wilkinsem).
Pauling patří k zakladatelům molekulární biologie, podílel se na objevování prostorové stavby bílkovin, především hemoglobinu. Jeho objev, že příčinou anémie srpkovitých buněk je abnormální molekula, otevřel cestu ke zkoumání geneticky získaných mutací na molekulární úrovni. Za 2. světové války vyvinul oxypolyželatinu, syntetickou krevní náhradu. Významně přispěl i do řady dalších oborů, včetně anorganické a organické chemie, metalurgie, imunologie, anesteziologie, psychologie či genetiky. Zaměřil se na využití poznatků z teoretické chemie a molekulární struktury pro zjišťování metabolických poruch spojených s různými chorobami.
V šedesátých letech 20. století přišel s teorií o významu vitamínu C jako prostředku v prevenci a léčbě rakoviny a dalším chorobám. Pauling tento obor nazval ortomolekulární medicínou, což je léčba a prevence nemocí pomocí užívání optimálních dávek vitaminů a dalších látek, které jsou normálně přítomné v lidském těle. Se svým spolupracovníkem, britským chirurgem Ewanem Cameronem napsal populární knihu Rakovina a vitamín C (Cancer and Vitamin C: A Discussion of the Nature, Causes, Prevention, and Treatment of Cancer With Special Reference to the Value of Vitamin C. – 1993).
Bádání, jak udržet kvalitní a dlouhý život z hlediska biochemie se věnoval až do konce života.